# آلفين تي سميث
آلفين تي سميث (بالإنجليزية: Alvin T. Smith)‏ هو قاضي أمريكي، ولد في 17 نوفمبر 1802 في برانفورد ‏ في الولايات المتحدة، وتوفي في 22 يناير 1888 في فورست غروف في الولايات المتحدة.